# Plectrocnemia tuhuae
Plectrocnemia tuhuae là một loài Trichoptera trong họ Polycentropodidae. Chúng phân bố ở miền Australasia.